# Yadon ilaheyya
Yadon ilaheyya (em árabe: يد إلهية‎; no Brasil, Intervenção Divina) é um filme de drama palestino de 2002 dirigido e escrito por Elia Suleiman. Estrelado por Suleiman, venceu o Prêmio do Júri do Festival de Cannes.

## Elenco
- Elia Suleiman - E.S.
- Manal Khader - mulher
- Denis Sandler Sapoznikov - soldado israelita